# Polycentropus plicatus
Polycentropus plicatus là một loài Trichoptera trong họ Polycentropodidae. Chúng phân bố ở miền Cổ bắc.